# GSI Helmholtzzentrum für Schwerionenforschung

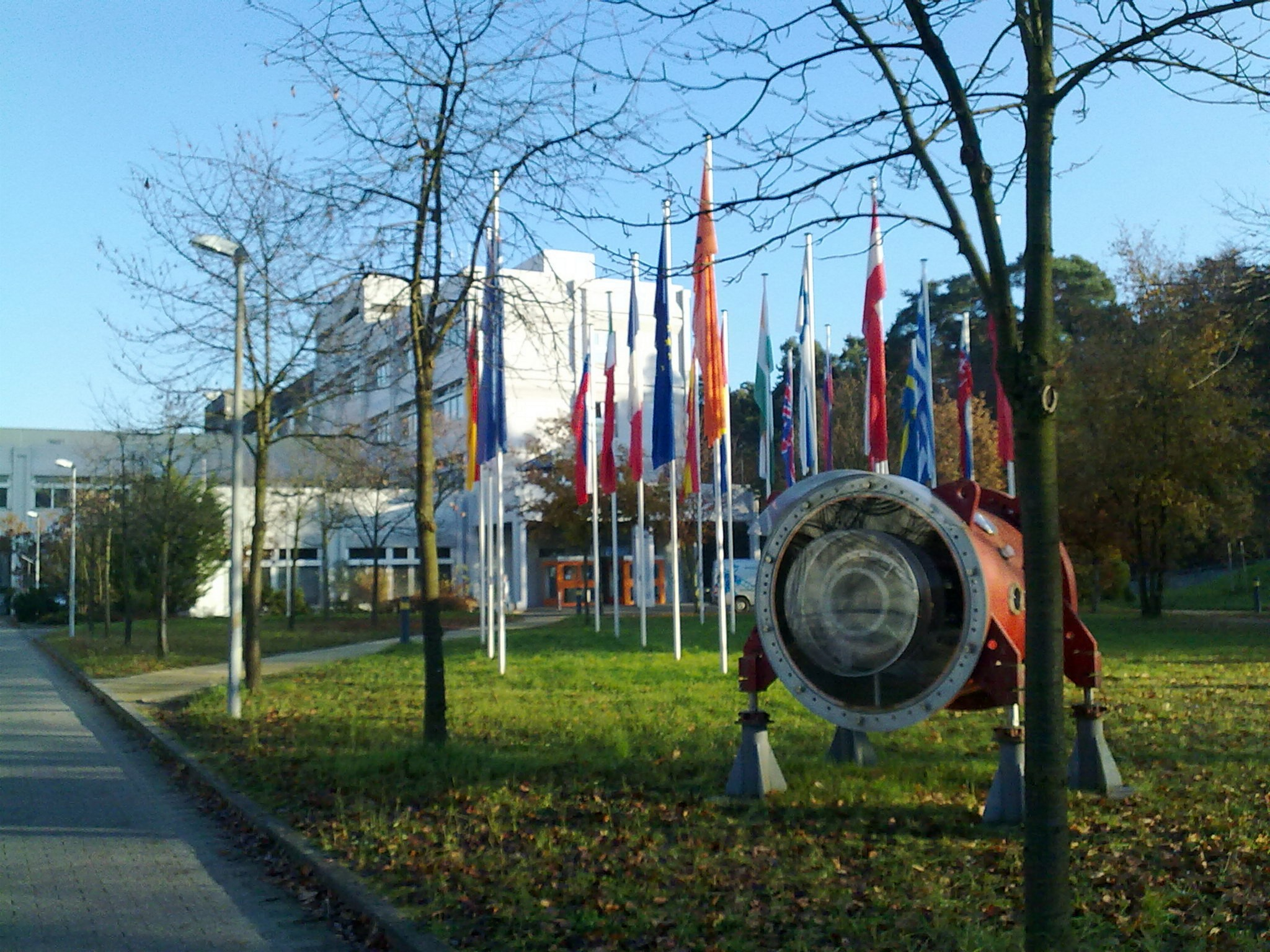
Hoofdingang van het GSI Helmholtzzentrum für Schwerionenforschung in Darmstadt.

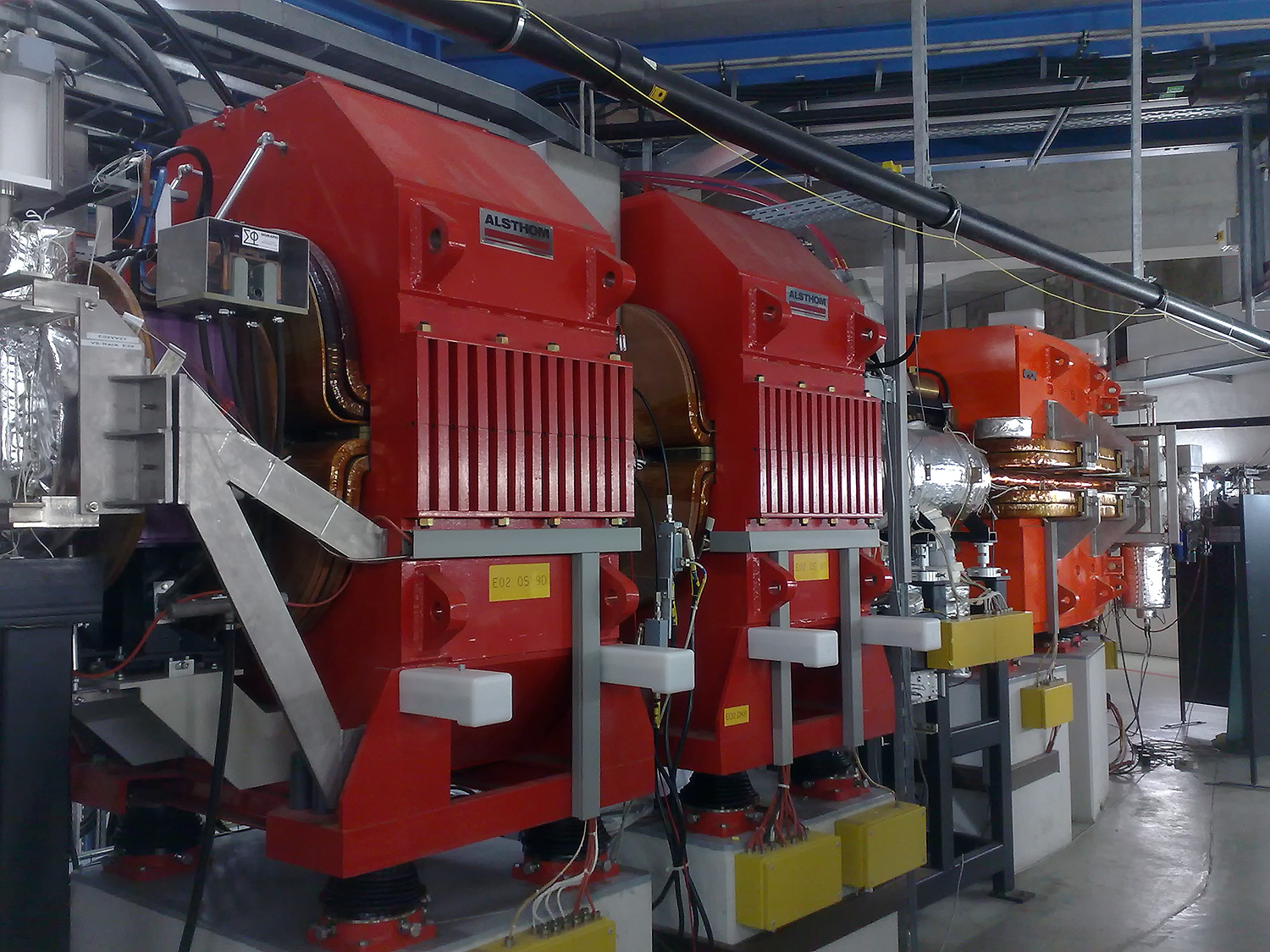
Gedeelte van de grote deeltjesversneller in het onderzoeksinstituut.

Het GSI Helmholtzzentrum für Schwerionenforschung is een Duits federaal instituut, gevestigd te Darmstadt in het zuiden van Zuid-Hessen, dat fundamenteel onderzoek verricht in de natuurkunde en verscheidene gerelateerde natuurwetenschappen (zoals plasmafysica, atoomfysica, kernfysica en biofysica). Een groot deel van de onderzoeksactiviteiten gaat uit naar ionen van zware elementen met behulp van deeltjesversnellers. Naast Doebna in Rusland en Berkeley in Californië, Verenigde Staten is dit de enige plaats waar superzware elementen kunnen worden gevormd. Het instituut werd in 1969 gesticht als het Gesellschaft für Schwerionenforschung (afgekort tot GSI).
De belangrijkste faciliteit van het centrum is een grote lineaire deeltjesversneller, bestaande uit de UNILAC (Universal Linear Accelerator), een synchrotron en een ESR (experimentele storagering). De UNILAC kan nucleonen een energie tussen 2 en 11,4 MeV meegeven. Op deze manier werden in het instituut verscheidene nieuwe zware elementen gecreëerd, zoals meitnerium (1982), hassium (1984), darmstadtium (1994), röntgenium (1994), bohrium (1996) en copernicium (1996).
Het Helmholtzzentrum für Schwerionenforschung maakt met nog 14 andere onafhankelijke instituten deel uit van de Helmholtz-Gemeinschaft.